# Nagyvirágú porcsin

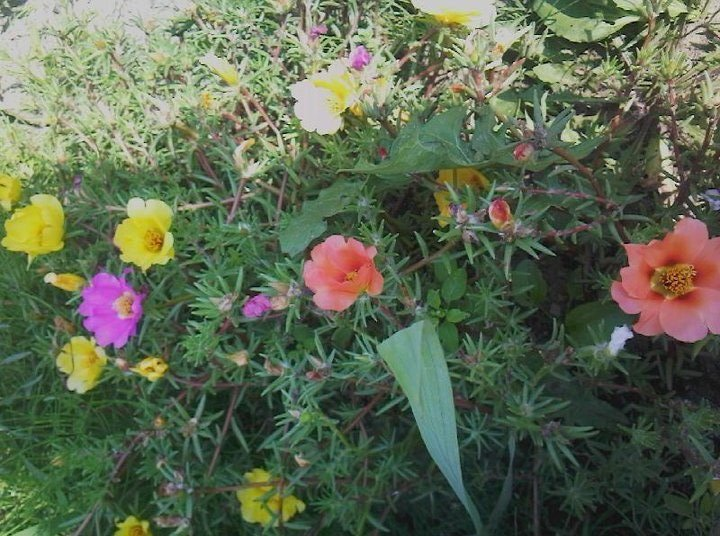

A nagyvirágú porcsin vagy kerti porcsin (Portulaca grandiflora) a porcsinfélék (Portulacaceae) családjába tartozó egynyári növényfaj, melyet gyakran porcsinrózsaként is említenek. Zöldségnövényként és a népi gyógyászatban rokonát, a kövér porcsint (Portulaca oleracea) hasznosítják.

## Elnevezése
További magyar nevei: portulácska, délike, jégvirág, Kossuth-csillag, Kossuth-rózsa, kőrózsa, kukacvirág, naponnyílócska, nyílócska, péterszakáll, porcsinka, puskapor, puskaporvirág, Erdélyben kővirág is.

## Elterjedése
Argentína, Dél-Brazília és Uruguay területén őshonos.

## Jellemzése
Mérsékelt égöv alatt kedvelt kerti növény, sziklakertekbe, virágládákba, vegyes virágágyakba is ültetik. A napsütötte helyeket és a laza szerkezetű talajt kedveli, de a rossz minőségű talajt is jól viseli.
Elterülő vagy terjedő hajtású pozsgás növény, max. 30 cm-esre, tipikusan 10–15 cm-esre nő meg. A leveleken vagy a virágrügyeken finom fehéres szőrök előfordulhatnak. Hosszúkás, hengeres, húsos, szórt vagy csomókban növő levelei 2,5 cm hosszúak. A hajtások végein nyáron júniustól és a kora őszi napsütésben nyílnak 2,5–3 cm-es átmérőjű, öt selymes szirommal bíró, csésze formájú virágai. A virágok kétivarúak, rovarok porozzák, a növény önmeddő. A virágok változatos színekben pompáznak; vörös, narancs, rózsaszín, fehér és sárga. A termesztett változatokban kettőzött szirmú virágok, több szirom és a színek nagyobb variációja is előfordul. 4–6,5 mm-es toktermésében 0,8 mm hosszú, vese alakú, irizáló szürke magok fejlődnek. A magok 21-30 °C-on csíráznak. C4, kisebb mértékben CAM fotoszintézisű.

## Felhasználhatósága
Patkányokon végzett klinikai kísérletek szerint nincs semmilyen mérgező hatása.

## Fordítás
- Ez a szócikk részben vagy egészben  a   Portulaca grandiflora című angol Wikipédia-szócikk ezen változatának fordításán alapul.  Az eredeti cikk szerkesztőit annak laptörténete sorolja fel. Ez a jelzés csupán a megfogalmazás eredetét és a szerzői jogokat jelzi, nem szolgál a cikkben szereplő információk forrásmegjelöléseként.